# Хулуфлу, Вели Магомед Гусейн оглы
Вели Мамедгусейн оглу Хулуфлу, известный как Вели Хулуфлу (азерб. Vəli Məmmədhüseyn oğlu Xuluflu; 1894—1937) — азербайджанский советский писатель, литературовед, востоковед, фольклорист, филолог, тюрколог, лингвист, публицист, профессор (1931), член Союза писателей с 1934 года.
Стал жертвой Большого террора 1937—1938 годов; был посмертно реабилитирован.

## Биография
Родился 26 мая 1894 года в деревне Хулуфлу Елизаветпольской губернии (в махалле Хулуф села Тарс Далляр; ныне — в Шамкирском районе Азербайджана).
Работал начальником Центрального архивного управления Азербайджанской ССР (1933). Последнее место работы, вплоть до ареста в январе 1937 года — заместитель директора Института истории, археологии и этнографии (ИАРЭ Азербайджанского филиала Академии наук СССР). Придавал важное значение, а также прилагал много сил к сбору и изданию устной народной литературы Азербайджана. Последовательно занимался сбором и изданием фольклора в период 20-30-х годов XX века. Вели Хулуфлу считается пионером азербайджанской фольклористики. В 1927-м году издал книгу «Народные ашуги», также впервые в Азербайджане издал дастан «Кёроглу», а в 1929-м году выпустил второе издание.

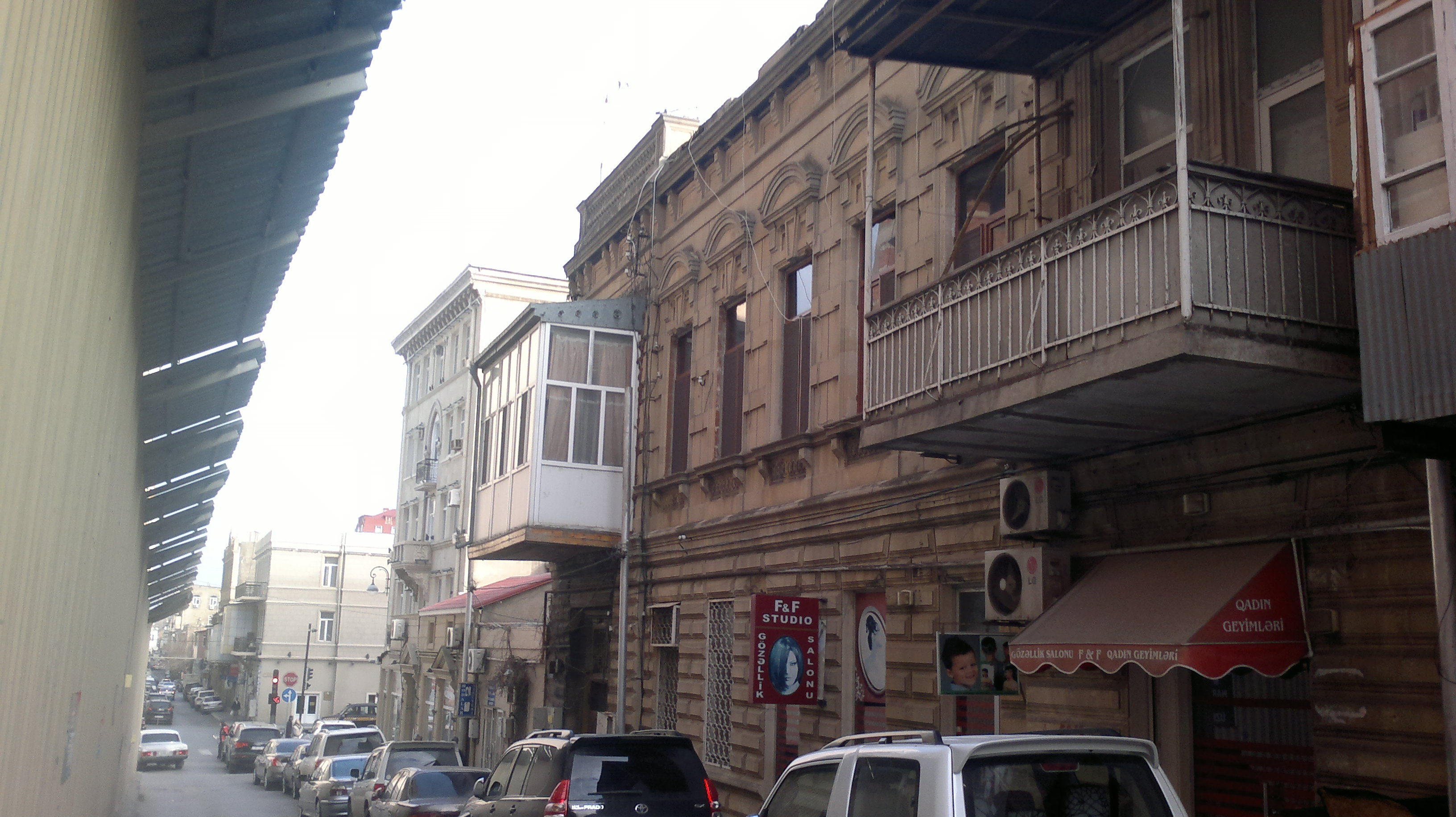
Дом в Баку, где до 1937 года проживал Хулуфлу (ул. Башир Сафароглу 102, AZ1009 г. Баку)

## Преследование. Убийство
Был репрессирован. Вели Хулуфлу был арестован в январе 1937 года по подозрению в «контрреволюционной деятельности0» и расстрелян в октябре того же года. Постановлением ЦК КП Азербайджана от 7 июля 1937 года «Об изъятии контрреволюционной, пантюркистской и националистической литературы» Вели Хулуфлу был включен в первый список авторов, произведения которых подлежали полному изъятию как антисоветские. Данный документ утверждал два списка авторов, каждый из которых попадал под печально известную «58-ю статью» УК. Первый список приводил фамилии свыше 40 авторов, в том числе Вели Хулуфлу, чьи произведения без исключения подлежали полному изъятию во всех научных, литературных и учебных издательствах. Второй список включал фамилии авторов, чьи произведения подлежали изъятию частично.
Вели Хулуфлу 17 ноября 1956 года был реабилитирован (посмертно).

## Основные труды и произведения
- Народные ашуги (1927)
- Кёроглу (1927)
- Внутренний строй Сельджукского государства (1930)
- Религия и женщина (1930)
- Религия и культурная революция (1930)
- Войны Джара (перевод с арабского, 1931)
- Словарь живых говоров Азербайджана (3 тома, 1931)
- Мухаррем (1932)